# The Modern Lovers (album)
Pour les articles homonymes, voir The Modern Lovers.
Singles
1. Roadrunner
Sortie : octobre 1976

The Modern Lovers, sorti en 1976, est le seul album du groupe américain The Modern Lovers.

## L'album
Il fallut longtemps aux Modern Lovers pour enregistrer cet album, précurseur de la vague punk de la fin des années 1970.

Le groupe, formé en 1970, commence une série de concerts à partir du mois de septembre. Une première démo est enregistrée fin 1971 à Boston pour Warner Bros. Le groupe retourne en studio à Los Angeles en avril 1972 avec John Cale comme producteur, puis avec Alan Mason, cette fois-ci pour A&M Records. De nouvelles démos sont enregistrées à Boston en juin sous la direction de Kim Fowley. Le groupe signe avec Warner et l’enregistrement de l’album débute en septembre 1973 avec John Cale aux manettes. Mais les relations avec le producteur se dégradent, Jonathan Richman ne se reconnaissant plus dans les anciennes compositions du groupe. Une dernière session a lieu avec Kim Fowley. Miné par des problèmes internes, lâché par sa maison de disques lasse d'attendre, le groupe se sépare au début de 1974 en n'ayant rien publié.

Il faudra attendre 1976 pour que Jonathan Richman, dépositaire du nom et des bandes enregistrées, édite l'album sur le label indépendant Beserkley Records avec les titres produits par John Cale.

Rhino Records a réédité l'album en 1989 avec trois bonus tracks produits par Kim Fowley en 1973.

En 2003, l'album s'est classé en 381e position de la liste des 500 albums (anglo-saxons) les plus grands de tous les temps établie par le magazine américain spécialisé Rolling Stone.

Tous les titres de l'album ont été composés par Jonathan Richman.

## Les musiciens
- Jonathan Richman : guitare, chant
- Ernie Brooks : basse
- Jerry Harrison : claviers
- David Robinson : batterie

## Les titres
1. Roadrunner - 4 min 04 s
2. Astral Plane - 3 min 00 s
3. Old World - 4 min 03 s
4. Pablo Picasso - 4 min 21 s
5. She Cracked - 2 min 54 s
6. Hospital - 5 min 31 s (démo de 1971)
7. Someone I Care About - 3 min 37 s
8. Girlfriend - 3 min 52 s
9. Modern World - 3 min 42 s

### Titres supplémentaires de la réédition de 1989
1. I'm Straight - 4 min 18 s
2. Dignified and Old - 2 min 29 s
3. Government Center - 2 min 03 s

## Informations sur le contenu de l'album
- Roadrunner est également sorti en single
- Roadrunner a été repris par les Sex Pistols sur l'album The Great Rock 'n' Roll Swindle de 1979
- Pablo Picasso a été repris par David Bowie sur son album Reality en 2003